# N-etylamfetamin
N-etylamfetamin, N-etyl-1-fenyl-2-metyletylamin, är ett narkotikaklassat centralstimulerande preparat som tillhör gruppen amfetaminer.
Ämnet är något mindre potent än amfetamin, men har istället längre verkningstid. Ämnet förekommer knappast alls på den svenska narkotikamarknaden.